# Rinodina santae-monicae
Rinodina santae-monicae är en lavart som beskrevs av Hugo Magnusson. Rinodina santae-monicae ingår i släktet Rinodina och familjen Physciaceae.   Inga underarter finns listade i Catalogue of Life.